# 山口円 (野球)
山口 円（やまぐち まかど）は、徳島県出身の元アマチュア野球選手である。ポジションは内野手（遊撃手）。

## 来歴・人物
鳴門高校では遊撃手、控え投手として活躍。1年生の時に、チームは1966年の夏の甲子園に出場したが、2回戦で小倉工に敗退。翌1967年は、1年上の板東順司がエースとなるが、夏の甲子園県予選準々決勝で徳島工に敗退。同年秋季四国大会県予選決勝では投手として徳島商の松村憲章と投げ合い完封勝利。しかし四国大会1回戦で楠橋高幸を打の主軸とする今治西高に敗れ、この試合では自身の登板機会はなかった。翌1968年夏も準々決勝で撫養高に敗れ、甲子園への出場を果たすことができなかった。同年のドラフト会議で東京オリオンズから6位指名されたが入団を拒否。
関西大学に進学。関西六大学野球リーグでは遊撃手として、同期のエース山口高志を擁し在学中7回優勝。1970年の全日本大学野球選手権大会では、決勝で中京大に敗れ準優勝。1972年の全日本大学野球選手権大会では決勝で慶大を降し16年ぶりに優勝。直後の第1回日米大学野球選手権大会日本代表となり、山口高志らの好投を支え、内野の要として日本の初優勝に貢献する。同年の第3回明治神宮野球大会でも優勝を飾る。他の大学同期に外野手の長沢和雄、1年下に捕手の田中昭雄（大丸）がいた。
大学卒業後は山口高志とともに松下電器産業に入社。一塁手の松下勝実らと強力打線を組み1973年の都市対抗に出場。しかし1回戦で山口高志が日産自動車の倍賞明に3点本塁打を喫し、日米野球の同僚であった藤田康夫に完封負け。1974年の第1回社会人野球日本選手権大会にも出場するが2回戦（初戦）で三協精機の大塚喜代美に完封を喫するなど、なかなか結果を残せなかった。しかし1977年の都市対抗では鍛治舎巧、中出謙二（新日本製鐵堺から補強）とクリーンアップを組み初めて準々決勝に進出するも日本鉱業佐賀関の藤沢公也に抑えられ敗退。同年の社会人野球日本選手権ではエース福間納が活躍し準決勝に進むが、電電四国の小原慶司に0-1で完封負け。1979年の第6回社会人野球日本選手権大会は、長谷部優、原邦彦の好投もあって決勝に進み、住友金属に敗退するが準優勝と健闘した。
引退後は、1985年から松下電器監督となり、選抜高校野球の選考委員なども務めた。